# AMS Neve
AMS Neve Ltd — компания, образовавшаяся в результате объединения Advanced Music Systems с Neve Electronics, происшедшего в 1992 году.

## Описание
Neve Electronics являлась британским производителем микшерных пультов, основанной Рупертом Нивом в 1960-х годах. Аналоговые пульты Neve давали такое высокое качество, что использовались более тридцати лет и по сей день используются в студиях звукозаписи по всему миру, хотя цифровой звук и занял многие аспекты технологии звукозаписи. К студиям, использующим оборудование Neve, часто обращаются музыканты. Такие модели микрофонных предусилителей, как «1073» и «1081» по-прежнему являются одними из самых популярных и дорогих в мире звукозаписи. Сегодня компания выпускает цифровые пульты, а также аналоговые системы.
Neve стала в середине 1970-х годах первой компанией по разработке управляемых компьютером движущихся автоматических фэйдеров NECAM. В 1985 году Neve Electronics была приобретена компанией Siemens; затем в 1992 году Siemens объединила Neve Electronics с другой новоприобретённой компанией, Advanced Music Systems для создания AMS Neve, которая ведёт дело и сейчас.

## Известные продукты
- Neve Capricorn
- AMS Neve Libra
- DFC Gemini
- DFC PS1
- AMS Neve Outboard